# タイムクライシス
『タイムクライシス』 (TIME CRISIS) は、1996年にナムコ（後のバンダイナムコアミューズメント）によって製作されたアーケードガンシューティングゲーム。通称は『タイクラ』。
ナムコとしては、『ギャラクシアン3 アタック オブ ザ ゾルギア』（1994年）以来の3DCGガンシューティングゲームとなった。
家庭用として、PlayStationやPlayStation 2に移植されている。2025年7月3日に同基板を採用した『エアーコンバット22』が初移植されるまでは、SYSTEM SUPER22基板で発売されたゲームの中で唯一、家庭用に移植された作品となっていた。
本項は、アーケード版のストーリーと、家庭版のオリジナルストーリーについても解説する。

## 概要
従来のガンシューティングゲームが「敵の攻撃を喰らう前に撃つ、倒す」というシステムが主流だった中、本作は筐体の下部にフットペダルを採用。アーケード版のペダルは足による操作で一連の操作を行っていた。ペダルを踏んでいる間は遮蔽物から出て攻撃、離している間は遮蔽物に隠れて敵の攻撃を回避・弾丸を補充というシステムを導入した。このペダル操作自体も、踏むか離すかのシンプルで解りやすい仕組みであった。
ただし、ゲーム中には制限時間が設定されており、時間切れでゲームオーバーとなるため、隠れて待っているままでいるわけにはいかない。プレイステーション版の場合、2プレーヤー側に付いているコントローラーを使うことで、ガンコンの側面に該当するボタンが認識する。ステアリングコントローラーのペダルなどを使うことで、アーケード版と類似した体制でのプレイも可能となる。
ステージは全3ステージの各ステージ4エリア制で、エリアには複数のアクションポイントがあり、プレイヤーは制限時間内に敵の攻撃を避けつつ、ポイント内の敵を全滅させなければならない。また、各ステージの最後には要所を守る存在・敵側の幹部や事件の中心人物であるボスが待ち構えており、このボスを倒すことで次のステージに進む。最終ステージのボスを倒すとエンディングとなる。
ガンコントローラーは、同社が1994年に発売した『ガンバレット』と同一の、ブローバック機構付の物を採用。以後アーケードで発売された『3』まで採用された。
冒頭で述べた画期的なシステムと、アクション映画のような演出や臨場感を手軽に味わえる作りにより、本作は全世界でヒットし、シリーズ化されていく事となった。

### シリーズ中、本作独自のシステムに関して
タイムクライシスシリーズの続編作品とはシステムが異なる部分がいくつかある。
- 制限時間の仕様が異なる

本作では最初に最大60秒の制限時間が与えられるが、この時間は常時減少し、時間切れになると残ライフ数に関係なくゲームオーバーとなる。タイムクライシスの名の所以がここにある。
ポイントをクリアする毎に時間がある程度回復し、黄色い服の敵や、遮蔽物に隠れる前や、画面に一瞬現われる特定の敵を倒していれば回復数がさらに増加するが、基本の回復時間は最低限で、かつポイント間の移動中（画面左下にWAIT表示が出ている間）も減少していく為、時間が掛かるほど後のポイントが辛くなっていく。
『2』以降の続編では時間切れでライフ1個減少、移動中に時間が完全に回復（リセット）され、WAIT表示が出ている間は制限時間が一切減らない仕様へと変更された。ただしPSオリジナル作品である『タイムクライシス プロジェクトタイタン』は本作と同一。
- 敵の命中弾の表示が無い

敵が主人公を狙って撃つ弾の内、どの弾が命中弾（隠れなければダメージを受ける弾）なのかが分からない（区別するサインなどが存在しない）。
続編では命中弾は「赤い弾」「発砲時に赤く円形に光り強調表示」「発砲前の敵に円形のサイトが表示」と作品毎に異なるが、いずれかの方法でプレイヤーへ命中弾のサインが表示される。
- ハンドガンの装弾数が6発しかない

当時の一般的なガンシューティングでは装弾数が6発であり、それを踏襲したものだと思われる。
- スコアが存在しない

このゲームはクリアするまでにかかったタイムのみが記録され、スコアなどは存在しない。
- タイムアタックモードがある

1つのステージのみをプレイするタイムアタックモードが存在した。このモードでは持ち時間が無くならない限りはダメージを何回受けてもかまわない。
各シーン毎にそのシーンを通過するまでのラップタイムが記録され、上位者の記録と比較することができた。
- ライフが回復する

40発の弾を連続して命中（敵だけではなく、壊れるオブジェクトなどでも可）すると、ライフが一つ回復する。
弾が連続して命中している間は別の場所に表示されたライフマークが少しずつ明るくなって行くが、弾を外した瞬間にそのライフマークは消える。

## ストーリー

### セルシア共和国大統領令嬢誘拐事件（アーケード版）
20年前、「セルシア王国」は国防政策で疲弊していた国民による革命で王制が瓦解。「セルシア共和国」で新しい歴史を歩み始める。しかし王家の古城が聳える孤島「王の島」で20年前の当時はまだ12歳だったが、その革命で父のガロ国王を殺されたシェルード・ガロ王子は王政復古と父の仇を取る為に王家の遺産を受け継いで20年前から現在まで、「闇の世界」で力を付け、ありとあらゆる悪事に手を染める。その活動拠点となった古城は「闇の城」とまで呼ばれるに至った。シェルード・ガロ王子は計画実行の為に素性不明の凶悪犯「ワイルド・ドッグ」を莫大な資金で雇い入れ、彼の率いる組織犯罪「ワイルド・ドッグ」と同盟を結ぶ。共和国建国20周年の日、ワイルド・ドッグは革命の実行者である現セルシア共和国大統領の令嬢レイチェル・マクファーソンを誘拐して『王の島』の古城に連行。大統領に対し、レイチェルの命と引き換えに軍事機密ファイルを要求。「この件を少しでも外部に漏らせば、娘の命は無い」と突き付けた。警察と軍を動かせば、レイチェルの命が危なくなると考えた大統領は、かつてワイルド・ドッグと対等に渡り合ったとされる国際特殊諜報機関「VSSE」の凄腕工作員リチャード・ミラーに愛娘レイチェルの救出を極秘裏に依頼した。シェルード・ガロ王子が突き付けた要求の期限は日没まで。リチャードの孤独な戦いが孤島の古城で始まる。

#### ステージ（アーケード版）
ステージ1
- エリア1…潜水艦の地下ドックに忍び込んだVSSEエージェントのリチャードは、ワイルド・ドッグの戦闘員達と戦いながら鍾乳洞に入り込み、城への近道を探す。
- エリア2…鍾乳洞を抜け、貨物運搬用大型エスカレーターに乗り込んだリチャードは、敵と交戦しつつ、どうにか食堂に侵入出来た。
- エリア3…食堂前の回廊から城の中庭から駐車スペースに飛び出し、敵と交戦する。途上でヘリコプターに強襲されたり、車両が突っ込んできたり、据え付けられた砲台に狙われたりと、様々な苦難が待ち受ける。
- ボスエリア…レイチェルを見付けたリチャードだったが、彼女は壁に仕込まれてあった回転扉で、壁の向こうに姿を消してしまう。その時、MOZを始めとする忍者部隊「ムササビ」が現れる。

ステージ2
- エリア1…MOZから聞き出した情報では、レイチェルは時計塔に連行されていた。リチャードは彼女を追うべく時計塔に向かう。城の狭い廊下を走り敵に阻まれる中でリチャードは途中で道を間違え中庭に落ちてしまうが壁に付いてた煉瓦に衝突した際に何とか受け身を取り中庭に辿り着く。
- エリア2…敵を倒しながら、城の美術館と暗闇の物置部屋を抜け、時計塔に繋がる渡り廊下へと向かう。
- エリア3…渡り廊下を抜け、時計塔に侵入したリチャードは、レイチェルが囚われている最上階へと向かう。
- ボスエリア…レイチェルを目の前にして、今回の事件の首魁で王政復古を企むガロ王家の末裔シェルード・ガロと、彼を護る親衛隊員との戦いとなる。

ステージ3
- エリア1…シェルードを倒せたものの、雇い主を倒されたことに憤慨したワイルド・ドッグがレイチェルを連れ去ってしまう。彼を追うリチャードだったが、砲台と機関砲による奇襲を受けたうえ、中庭でのヘリコプターが再び襲いかかる。
- エリア2…古城の最奥部に向かうべく、機械工作室でワイルド・ドッグの戦闘員達と戦う。
- エリア3…司令室に侵入出来たリチャードは奇襲攻撃を掛ける。ワイルド・ドッグを目撃するが、逃げられた上に倒しておいたはずのMOZが再び現れる。ワイルド・ドッグに追いつく前に、古城の玉座の間で銃撃戦が繰り広げられる。
- ボスエリア…玉座の間からの通路を抜け、夕陽が美しく輝く古城の屋上の噴水広場で、逃亡するワイルド・ドッグと最後の戦いを繰り広げる。

### 『カンタリス』兵器工場摘発（家庭版オリジナル）
「武装グループ『カンタリス』に武器取引が行われようとしている」。
その情報を掴んだ国際特殊諜報機関『VSSE』はVSSEエージェントのリチャード・ミラーを長閑な湖の畔にあるリゾートホテルを隠れ蓑にした武装グループ『カンタリス』の本拠地および兵器工場に送り込む。
武装グループ『カンタリス』の首領を務めるカンタリスは、かのワイルド・ドッグとも取引をしていた『死の商人』でもある。リチャードは武器取引の阻止だけでなく、その人物の排除も行わねばならない。
リチャードの孤独な戦いがリゾートホテルを隠れ蓑とした『カンタリス』のアジトで始まる。

#### ステージ（家庭版オリジナル）
PS版オリジナルのストーリーの特色たる『BRC（Branch Reflected Conditions）』は、全てのタイムクライシスシリーズの中で珍しい。
日本語に訳すと「条件によって影響を受ける分岐」。ステージの途中にいくつもの分岐地点が存在するPS版オリジナルステージ。しかし、プレイ中に自分でどちらに進むかを選択するものではなくプレイヤーの腕前によって自動的に分岐が決定されるシステム。
他のシリーズ作品では、「基本的に一本道であるというのが圧倒的多数」だからである。
エリア1
- エリア1（エントランスロビー）…当初は隠密行動を取る予定だったリチャードだったが、ホテルに車で乗り付けた途端に敵に発見され銃撃戦となる。

終盤のエレベーターホールでエレベーターのドアが開いている間に敵を全滅させれば、エレベーターに乗り、ステージ2-Aの娯楽施設に行くことになる。
一定時間を過ぎてドアが閉じてしまうと、階段を上り、ステージ2-Bのショッピングモールに行くことになる。
エリア2
- Aステージ（娯楽施設）…客室を切り抜け、豪華なカジノで銃撃戦を繰り広げるリチャード。パーティーホールで主犯格のカンタリスを発見した際に中ボスのWEB SPINNERが立ちはだかる。通路からカジノを通過して、パーティ会場へ進むコース[3]。

ここで一定時間内にWEB SPINNERを倒すとカンタリスを追い、ステージ3-Aの屋上プールに行く。一定時間を過ぎれば、ステージ3-Bの兵器工場に行くことになる。
- Bステージ（ショッピングモール）…ショッピングモールに侵入したリチャードだったが、彼が侵入したばかりだというのに、敵の攻撃は段々と執拗になってきた。

途中で敵の猛攻から逃げるためにダストシュートを抜け、ゴミ処理場に辿り着くが、そこにも多数の敵がいた。
ここで、ゴミ処理場のシャベル式クレーンの制御室を破壊すると、壁に穴を開け、ステージ3-Bの兵器工場に潜入することになる。破壊しなければ、ステージ4-Cの地下駐車場に行く。
エリア3
- Aステージ（屋上プール）…カンタリスを追ったリチャードは、迷い込んだ小部屋で敵と銃撃戦をして外に出ると、そこはホテルのプールだった。戦闘員を倒し、プールの機械室に入り込む。

ここで、通路に逃げ込む黄服のホテルマンの4人の内、3人倒すと、ステージ4-Aの屋上ヘリポートに向かう。半分以上逃がした場合、黄服のホテルマンを追うために階段を下り、ステージ4-Bのラウンジに直行する。
- Bステージ（兵器工場）…このホテルの裏の顔である兵器製造工場に迷い込んだリチャード。制御室を抜けると、大型VTOL機の『レピドプテラ LT-9』が駐機している工場格納庫に辿り着く。

ここで、燃料庫の巨大な航空機用の燃料タンクを銃撃で吹き飛ばすと、道が塞がれ、そこにあったエレベーターに乗り込み、ステージ4-Cの地下駐車場に向かうことになる。爆破しなければ、ステージ4-Bのラウンジに向かうことになる。
ボスエリア
- Aステージ（屋上ヘリポート）…屋上ヘリポートに辿り着いたリチャードは、『レピドプテラ LT-9』VTOLで、カンタリスが逃亡する瞬間を目撃する。

それを阻止しようとするが、目の前で飛び立ったもう一機の『レピドプテラ LT-9』に猛攻を掛けられる。それを撃墜した後、カンタリスの乗った『レピドプテラ LT-9』を追うことになる。
ここで視界から『レピドプテラ LT-9』が消える前に一定量の銃撃を加えることが出来れば任務成功となり、トゥルーエンドが見られる。さもなくば、任務失敗となる。
- Bステージ（ラウンジ）…ホテルの中枢に辿り着いたリチャードは、そこを警備する戦闘員と銃撃戦を終え、見晴らしのいいラウンジに突入する。カンタリスを見付けるが、戦闘ロボットの『アントリオン KZ-7』が立ち塞がる。

ここで、一定時間内に『アントリオン KZ-7』を撃破すると、カンタリスを倒すことに成功する。さもなくば、任務失敗となる。なお、この時カンタリスは『レピドプテラ LT-9』VTOLで逃亡を計る。
- Cステージ（地下駐車場）…薄暗い通路を抜け、軍用装甲車の車庫から、車両用大型エレベーターで、地下駐車場に出たリチャードは、6足歩行の装甲車『ドロメデス DD-6』と銃撃戦を始める。

終盤でカンタリスが赤い乗用車で逃亡する。ここで、カンタリスの車に一定量の銃撃を加えることが出来れば、リチャードの任務は成功する。さもなくば、任務失敗となる。
いずれのルートを通った場合でも、カンタリスを倒せず任務失敗すると、最終ランクは0になる。

## 登場人物

### VSSE
全世界のあらゆる問題に対して諜報員を送り込み、解決する国際特殊諜報機関で『Vital Situation, Swift Elimination』が正式名称である。
今回は『セルシア共和国大統領令嬢誘拐事件』（アーケード版の事件）と『武装グループ『カンタリス』兵器工場摘発』（家庭版オリジナルの事件）に凄腕エージェント・リチャード・ミラーを差し向けた。
リチャード・ミラー / Richard Miller（主人公）
声優（CDドラマ）： 岩田光央
国際特殊諜報機関『VSSE』を代表する諜報員。黒い髪に天使の絵が描かれた黒い皮ジャケットを着用している。
普段から無口で的確な判断を行い、数多の事件を解決してきた。アメリカ人と目されるが詳細不明。
『セルシア共和国大統領令嬢誘拐事件』の以前にも、ワイルド・ドッグが絡む事件を何度か担当している。

### セルシア共和国（アーケード版）
レイチェル・マクファーソン / Rachel MacPherson（ヒロイン）
声優（英語 / CDドラマ）：リン・ハリス / 柊美冬（現・鶴野恭子）
セルシア共和国現大統領の愛娘。共和政権への復讐を目論むシェルード・ガロの陰謀で、彼と手を組んだワイルド・ドッグにより誘拐され、敵本拠地『王の島』に幽閉されてしまう。
父親想いであり、なおかつその父が王政を打倒した革命の英雄であるがゆえ、シェルード・ガロの復讐の絶好のカモになってしまった。
現役の国立大生だが、学内で彼女が現大統領の令嬢だと知る者は少ない。旅行とリボン収集が趣味。

### ガロ王家 / 巨大犯罪組織『ワイルド・ドッグ』（アーケード版の敵組織）
民衆による革命で王政が滅んだ後に放置された『王の島』でガロ王家の生き残りはひっそりと暮らしていた。
だが王家の末裔シェルードが王家を討ち滅ぼした共和政権への復讐を果たさんと、全世界の凶悪犯罪の裏で暗躍するようになった結果、他の王族は彼を見限って次々と島を逃亡。遂に王族はシェルード1人となってしまった。
『セルシア共和国大統領令嬢誘拐事件』では、その世界の誰もが知る巨大犯罪組織『ワイルド・ドッグ』と同盟を結んでいた。
MOZ（モズ）
声優（英語）：スコット・マカロック
ステージ1のボス。ワイルド・ドッグの配下である。仮面と胸当てをつけ、右腕に巨大な鉄爪を装備した忍者部隊ムササビのリーダー。
金の胸当てと金の靴に赤紫の忍服を着用しており、部下のムササビは銀の胸当てと銀の靴に黒い忍服を着用している。アクロバティックな動きと三角飛びを披露し、その敏捷さを見せ付けてくる。
部下のムササビと連携攻撃でリチャードを苦しめるが、ムササビはリチャードの銃撃で全滅し、自身も三角飛びでリチャードに斬り掛かろうとした際に銃撃され敗北。
負傷したMOZはレイチェルが時計塔に連行された事をリチャードに告げるが、「今頃はもう生きちゃいねえよ」と余計な一言を吐き捨てた為にリチャードに鉄拳制裁される。
死亡したと思われたが、仮面が割れ気絶しただけだった為にステージ3-3、ステージ3-ボスエリアでボスでなく一般兵扱いで登場。最後はステージ3-ボスエリアでリチャードに止めを刺された。
シェルード・ガロ / Sherudo Garo
声優（英語 / CDドラマ）：マイケル・ガフ / 子安武人
ステージ2のボス。事件の首謀者でガロ王家最後の生き残り。傲慢なナルシストだが、20年前の革命において国王たる父を殺され、それに対する復讐心から、さらに性格が歪んでしまった。
その復讐の為に王家の遺産を利用して『闇の世界』で力を付け、ワイルド・ドッグを雇い入れ、今回の事件を起こした。
時計塔の最上階で待ち構えスローイングナイフを華麗なナイフ投げで戦うが、それ以上に彼を警護する多数の親衛隊員にリチャードは苦戦させられることになる。
死闘の末に親衛隊員はリチャードに全員射殺され、シェルードもリチャードに倒され死亡。これによりシェルードと袂を分かった王族を別にすれば、ただ一人王の島に居座り続けた彼の死によってガロ王家の血は事実上途絶える事となった。その後シェルードの死体は時計塔に放置されるが、ワイルド・ドッグが時計塔に仕掛けた爆弾を作動させシェルードの死体は爆発に巻き込まれた。ガロ王家の王の島の闇の城にワイルド・ドッグがあちこち爆弾を仕掛けてたが、シェルードが許可を与え仕掛けさせたかワイルド・ドッグが勝手に仕掛けたかは謎。ガロ王家の血はリチャードに途絶えられ、ガロ王家はワイルド・ドッグの裏切りで王の島と闇の城が完全に破壊された事で、ガロ王家が事実上完全に壊滅される事になった。
ワイルド・ドッグ / Wild Dog
声優（英語）：スコット・マカロック
ステージ3のボスで本作最終ボス。巨大犯罪組織『ワイルド・ドッグ』の首領でもあり、『山犬』という意味の暗号名を持つ伝説の殺し屋。
共和政権への復讐を果たさんとするシェルードに莫大な資金で雇い入れられ、部下と共にレイチェルを誘拐した。
モーゼルC96を愛用し、二丁拳銃で射撃する。一度だけだがマシンガン兵が落としたマシンガンも使う。射撃だけでなく、格闘技も長けている。
シェルードがリチャードにより倒された後は、仕事がパーになった事に怒りレイチェルを人質に取り一儲けしようと企みリチャードを時計塔に閉じ込めレイチェルを連れ去ってしまう。最後に残った僅かな部下とMOZに時間を稼がせている間に、古城の屋上にある噴水広場に駐機されているヘリコプターで逃亡しようとする。
だがリチャードに追いつかれてしまい、闇の城のあちこちに仕掛けた爆弾を作動させレイチェルを連れヘリコプターで逃亡しようとしたが、隙を見て逃走したレイチェルに発砲して右腕を負傷されせた。
負傷したレイチェルを介抱して憤るリチャードを嘲笑い、リチャードと最終決戦へと持ち込む。爆破装置で回りを炎上させ、炎で身を隠しながら銃撃し、手榴弾を投げ、手榴弾の爆煙で視界が奪われた隙に蹴り技を繰り出してくる。
最後はリチャードによってMOZを含む部下は全滅し、当の本人もリチャードに蹴り掛かる際に逆にリチャードの銃撃を受け、左手に持っていた爆破装置を地面に落としてしまい、それによって起動した爆発に無残にも巻き込まれた。

#### ワイルド・ドッグ戦闘員（一般兵）
巨大犯罪組織『ワイルド・ドッグ』の戦闘員達を紹介する。
ここでは兵士の呼称について『タイムクライシス ナムコ公式ガイドブック』で発表された名称を用いる。
一般兵（青服）
青制服とベレー帽を着用しており、拳銃で武装している。ゲーム序盤に最も多く登場する兵士。
彼らの撃ってくる弾は命中率が低いが、冒頭でも述べた通り初代作品では敵の銃撃が赤く表示されない為、画面でプレイヤーを狙っているかどうかは判断できない。3-1では1名が機関砲を操作している。
一般兵（赤服）
赤制服とベレー帽を着用しており、拳銃で武装している。突然現れて命中率の高い弾を撃ってくる強敵で、初弾は必ず命中し、以降も他の兵士より命中率が高い。以上のことから危険な敵なので、速やかに優先して倒すのが好ましい。3-1では砲台と機関砲も操作している。
一般兵（黄服）
黄色制服とオレンジ色のベレー帽を着用しており、拳銃で武装している。ボーナスキャラクター。
画面に現れてもすぐに消えてしまう兵士。銃撃戦に参加せず、逃げてばかりで中には銃を構える者もいるが、結局銃撃戦に参加せず、逃げてしまう。撃つと次の攻撃ポイントに移る時に加算される制限時間が増える。
隊長
赤ベレー帽と茶色制服とベージュのズボンを着用しており、拳銃で武装している隊長。一般兵（青服）より、若干命中率が高い。1-3の終盤では1名が砲台も操作している。
衛兵
盾を所持して拳銃で武装している兵士。命中率はあまり高くない。盾は弾を完全に防ぐので、盾から身を出した時がチャンス。ところが、盾を所持しても頭が少し出ていて、そこを銃撃して倒せる。ステージ3-3では盾を所持せずに登場する。
手榴弾兵
手榴弾を投げてくる兵士。黄色の制服とベレー帽を着用している。投げてくる手榴弾は銃で爆発させることができる（他の敵が投げてくる手榴弾も同様）。
格闘兵
突然、眼前に現れて鉄パイプで殴ってくる。黄色の制服とベレー帽を着用している。
バズーカ兵
バズーカで武装している兵士。オレンジの砂漠迷彩服を着用している。
一部のバズーカ兵は倒すと持っていたバズーカが暴発して大事故を引き起こし、周囲の敵を一挙に倒せることがある。
マシンガン兵
マシンガンで武装している兵士。緑制服を着用している。マシンガンの反動に弄ばれて狙いを付けることが出来ない者もいる。
親衛隊員
白制服を着ている。ワイルド・ドッグの精鋭部隊であり雇い主、シェルード・ガロを警護する近衛兵。
ステージ2-ボスエリア、ステージ3-3、ステージ3-ボスエリアで多く現れるエリート隊員。
攻撃方法も拳銃の他に、マシンガン、手榴弾、ナイフ投げ、鉄パイプ殴打とさまざまなパターンがある。エリート隊員だけあって銃の命中率が高く、他の武器を使用する場合でも各動作の隙が少なく速いなど戦闘力は高く、侮れない強敵。
ムササビ
MOZの部下の忍者部隊。仮面に胸当てをつけ、腕に巨大な鉄爪を装備。外見はMOZと同じだが色が異なる。MOZ同様アクロバティックな動きで相手を翻弄して鉄爪で斬撃してくる。
MOZ（モズ）
→ガロ王家 / 巨大犯罪組織『ワイルド・ドッグ』（アーケード版の敵組織）

### 武装グループ『カンタリス』（家庭版オリジナルの敵組織）
カンタリス / Kantaris
『ハンミョウ』という意味の暗号名を持つ武装グループ『カンタリス』の首領。赤いチャイナドレスに身を包み、扇子を手に持っている。外見と口調は女性的だが、あくまで性別不明。
性格は極めて残忍で自分の部下ですら虫ケラ扱いする。ワイルド・ドッグとも取引をしていた危険な存在。
リチャードの取った行動で逃走手段が変わり、ボスエリア Aステージ（屋上ヘリポート）でカンタリスの逃走を阻止するとトゥルーエンドになる。
WEB SPINNER（ウェブスピナー）
『糸を紡ぐ蜘蛛』という意味の暗号名を持つ娯楽施設ステージのボス。
人間離れした跳躍力とスピードを誇る狂人で、金髪の頭の両側頭部をモヒカンにし、機械的なマスクと電気が流れるスーツを着用している。両腕に装備した電気が流れるブーメランを投げる他に蹴り技も得意。
最後はリチャードから度重なる銃撃でスーツが破壊され感電死した。
発する台詞は呻き声や叫び声だけだが、声はPS版タイムクライシス開発スタッフの1人が担当。

#### カンタリス構成員（一般兵）
武装グループ『カンタリス』の構成員達を紹介する。
ホテル従業員に扮装している者、明らかに戦闘員の格好をした者など、多士済々である。
ここでは兵士の呼称について『タイムクライシス ナムコ公式ガイドブック』で発表された名称を用いる。
ホテルマン（青服）
青い帽子に、青い従業員の制服を着ている構成員。拳銃で武装している。エリア2Aにはマシンガンと手榴弾、バズーカで武装している者もいる。エリア1・2A、B・3Aに登場。
ホテルマン（赤服）
赤い帽子に、赤い従業員の制服を着ている構成員。拳銃で武装しているが、いきなり登場して、銃撃を命中させてくる。エリア2Aにはマシンガンで武装したものもいる。エリア1・2A、B・3Aに登場。
ホテルマン（黄服）
黄色い帽子に、黄色い従業員の制服を着ている構成員。拳銃で武装している。ボーナスキャラクターで、早めに撃つと、制限時間が加算されるが、すぐにどこかへ消えてしまう。
アーケード版と異なり、ある程度攻撃してから逃げる者もいるが、命中弾は撃ってこない。
また、エリア3A（屋上プール）の終盤で4名現れ、倒した数に応じて行き先が変化するが、ここでは倒しても、タイムボーナスが貰えない。エリア1・2A、B・3A、Bに登場。
チーフ
赤いネクタイ、白いカッターシャツ、茶色スーツにその身を纏った多くのホテルマン達の「現場監督」ともいうべき構成員。射撃の実力も赤を除く一般のホテルマンに比べて高い。
拳銃武装が基本であるが、マシンガンを持っている者、防弾盾を持っている者も存在する。唯一全てのステージにて登場。
戦闘員（青服）
青い作業服に、黒い目出し帽を着用した『カンタリス』の戦闘要員。攻撃方法は拳銃の他に、マシンガン、手榴弾、鉄パイプでの殴打等、多種多様である。また、防弾盾を持つ者もいる。エリア2Aのみ登場しない。
戦闘員（赤服）
赤い作業服に、黒い目出し帽を被った、『カンタリス』の戦闘要員。その戦闘能力は、一般の構成員達よりも一際高い。
攻撃方法は青服以上にバリエーションが多く拳銃の他、マシンガン、手榴弾、鉄パイプ殴打、バズーカ、そして接近の上回し蹴りである。
防弾盾を持つ者もいる。エリア2A・3A、B・4A～Cにて登場。
マシンガン兵
黒いタンクトップシャツに黄土色の砂漠迷彩のズボンを穿いた構成員。軽機関銃で攻撃してくる。エリア2B・3Aに登場。
バズーカ兵
ピンク色の半袖カッターシャツに身を纏ったビジネスマン風の構成員。バズーカで攻撃してくる。エリア2B・3Aに登場。
アロハ男
手榴弾兵のことで、手榴弾を投擲する。緑色のハワイ柄のアロハシャツを着用した構成員。
なお、エリア3B（兵器工場）の終盤では拳銃で攻撃してくるが命中率は低い。エリア2B・3A、B・4Cに登場。

## 登場兵器

### アーケード版
潜水艦（せんすいかん）
ステージ1-1の潜水艦のドックに登場する艦橋に『ワイルド・ドッグ』の組織章が描かれた貨物運搬専用の潜水艦。リチャードの銃撃で死亡したバズーカ兵のバズーカが暴発して潜水艦に直撃して沈没した。
戦闘ヘリコプター（せんとうヘリコプター）
『ワイルド・ドッグ』が所有する機首部分に2門の機関銃を装備した武装ヘリコプターで機種はベル 212。物語で2機登場。
1機目はステージ1-3の中庭で初登場し、リチャードに機銃掃射をして来るが、10数発銃撃を加え小爆発を起こさせるか、一定時間経過すると撤退していく。
ステージ3-1で再度現れ、敵兵を降ろして来る。この際にすぐに去る為撃墜はできないが、去っていくまでにダメージを与えることは可能で、そうすることで後の再戦では撃ち込んだ分のダメージを与えたところからスタートできる。そこにいた敵兵を片付けると再度現れて本格的に戦うことになり、最後はリチャードの銃撃で撃墜された。
2機目はステージ3-ボスエリアの古城屋上の噴水広場に駐機しており、OPでワイルド・ドッグが部下共々レイチェル誘拐に使用。EDでリチャードがワイルド・ドッグ勝利後にレイチェル共々古城から脱出する際にも使用。なお、ヘリコプターで脱出直前駐機場所が爆発して後数秒遅ければヘリコプターが爆発に巻き込まれ、リチャードとレイチェルが古城から脱出出来なくなるところだった。
リチャードに銃撃する戦闘ヘリコプターの席は操縦席と戦闘席の2席だが、機種の都合で人が描写されず無人で描写され、まるでヘリコプターが意思を所持してリチャードに銃撃している様に描写される。
暴走車（ぼうそうぐるま）
ステージ1-3の中庭に駐車されている黒い乗用車で車種は初代リンカーン・タウンカー。この内の1台が攻撃ポイントの最後に乱暴な運転で突っ込んで来る。隠れて避けても良いがドリフトしてる際に数十発銃撃すれば格闘兵と駐車されてる車を巻き込み横転させる事が可能。なお、横転させずに隠れて避けると暴走車は格闘兵を轢き殺しリチャードに突っ込んでくる。
砲台（ほうだい）
ステージ1-3の古城の中庭とステージ3-1の古城の塔に据え付けてある。リチャード1人を砲台で狙う使い方をする。隠れないとダメージを受けるが、操作している敵兵を倒せば発射を阻止できる。
ステージ1-3の最後の攻撃ポイントで、2つある内の奥の砲台の照準がリチャードに合わせられるが、操作している敵兵を倒さずに暫く待つと砲台の弾はリチャードには当たらずに目の前の砲台に当たってしまい、敵自らその付近の敵を一掃して大惨事の様相を見せる。しかし表に出ていると一緒にダメージを受けてしまうので、発射前には必ず隠れなければならない。
機関砲（きかんほう）
ステージ3-1で砲台と共に据え付けられている。リチャード1人を機関砲で狙う使い方をする。隠れないとダメージを受けるが、操作している敵兵を倒せば射撃を阻止できる。
甲冑（かっちゅう）
ステージ3-3の玉座の間で燭台と供に飾られている銅像。ところが突然その甲冑の腕が動き、斧で攻撃して来る仕掛けがある。
リチャードはこれが飾られている台座の付近に身を隠しながら銃撃戦をするので、斧が動き出して攻撃してきた際に避けないとダメージを受ける。

### 家庭版オリジナル
ドロメデス DD-6
地下駐車場ステージに登場する6脚装甲車。『ハシリグモ』という意味の暗号名を持っている。
弱点はフロントガラス。機銃掃射、ミサイル、突進による体当たりで攻撃する。
所構わず攻撃と移動を繰り返し、自分の味方までも倒してしまう。最後はリチャードの銃撃で破壊された。
アントリオン KZ-7
ラウンジステージに登場する。蟻地獄というような意味の暗号名を持ち、クレーンのようなアームと二足歩行のような動作をして横移動も可能なキャタピラを持つ無人戦闘ロボット。
無人用の作業用マシンに武装させ、カンタリスの護衛に仕立て上げた物。弱点は中央のセンサー。
ボディは固い装甲に阻まれセンサー部の1/4しかダメージを与えることしか出来ない。機関銃の乱射と、アームによるパンチで攻撃してくる。
最後はリチャードの銃撃で故障し、火を噴いたアントリオン KZ-7は、その後暴走し不可解な動きを見せ、カンタリスに向かって突っ込み、カンタリスと共にホテルのラウンジから転落して爆発した。
レピドプテラ LT-9
屋上ヘリポートステージに2機登場する巨大なVTOL機で、『灰色の蛾』という意味の暗号名を持つ。
屋上プールステージで飛行している場面も、兵器工場ステージで駐機している物もあるが破壊することが出来ない。
ミサイルや機関砲でリチャードを攻撃する。貨物室から多くの戦闘員も展開してくる。弱点は主翼の端の部分にあるエンジン。
もう1機はカンタリスが乗り込み逃亡しようとする。カンタリスの乗り込んだレピドプテラ LT-9の方は、耐久力が結構低い。
1機目の撃破が早ければ、カンタリスの乗るレピドプテラ LT-9への攻撃時間が長くなり、早ければ離陸する前に攻撃を加えられ、遅すぎればそもそも銃撃を加えられない。
リチャードの銃撃で全て破壊され、カンタリスが逃亡用に使ったレピドプテラ LT-9も破壊され、乗っていたカンタリスは爆発に巻き込まれた。
なお、カンタリスが逃走用に使用したレピドプテラ LT-9の破壊に成功するとトゥルーエンドが見られる。

## 家庭用版
- タイムクライシス（PlayStation）：1997年6月27日

ナムコより発売のPlayStation用ガンコントローラー「ガンコン」対応第一弾ソフトで、ガンコンと一緒になった同梱版が発売。また、8月7日にガンコン単体と同時にソフトのみも発売された。
内容・移植度はハードの制約上秒間30フレームになっていて、画質が低下しているが、それ以外はアーケード版をほぼ忠実に移植している。
- ガンバリコレクション プラス タイムクライシス（PlayStation 2）：2002年12月12日

PlayStationで発売されたガンコン対応ソフト『ガンバレット』、『ガンバァール』、『ガンバリィーナ』、『タイムクライシス』の4作をPlayStation 2用ガンコントローラーである「ガンコン2」対応にして1つのソフトにまとめたもの（ガンコン2は旧ガンコンとは互換性がない）。PlayStation 2専用ソフトではあるが、ガンコン2対応以外はPlayStation版そのままであり、裏技もそのまま使える。
- 家庭用では隠れる動作はガンコンについているボタンで操作する必要があるが、2P側にコントローラを接続すると全ボタンがペダル操作になる。これによりアーケード版と同じ「ペダルを踏む」操作が一応再現できる。

## CDドラマ
1997年でタイムクライシスがファースト・スマイルエンタテインメントにドラマ仕立て発売したタイムクライシス - 3Dサウンドアンサンブルに收録。
キャスト（一部の日本語声優は正確な確認が不可能）
- リチャード・ミラー - 岩田光央
- レイチェル・マクファーソン - 柊美冬（現・鶴野恭子）
- ワイルド・ドッグ - 谷口節（確認不明）
- シェルード・ガロ - 子安武人
- M.O.Z - 富田晃介（確認不明）
- ウィリアム・マクファーソン（大統領）- 池田勝